# Axel Ingmars Lista - Avestapartiet
Axel Ingmars Lista - Avestapartiet (Zweeds voor: Axel Ingmars Lijst - Avesta Partij) is een lokale politieke partij  in de gemeente Avesta, Zweden. AILAP was opgericht in 1994, slechts 12 dagen voor de verkiezingen. De partij staat onder leiding van Axel Ingmar.
De partij kreeg in de gemeenteraadsverkiezingen  van 2014 6,32% van de stemmen.